# 塩化スルホン酸
塩化スルホン酸（えんかスルホンさん）は化学式 HSO3ClもしくはSO2Cl(OH)で表される無機化合物である。クロロ硫酸（chlorosulfuric acid）、クロロスルホン酸（chlorosulfonic acid）とも呼ばれる。

## 性質
無色ないし淡黄色の油状の液体で、強い刺激臭がある。水と激しく反応して、塩化水素と硫酸に分解する。
{\displaystyle {\ce {HSO3Cl\ + H2O -> HCl\ + H2SO4}}}
吸湿性が強く、空気中で発煙する。皮膚に接触した場合には激しい薬傷を生じ、煙を吸入すると肺を侵す。毒物及び劇物取締法上、劇物に指定されている。

## 合成
クロロスルホン酸は濃硫酸に対する五塩化リンの作用によって合成できる。
{\displaystyle \mathrm {H_{2}SO_{4}+PCl_{5}\ \rightarrow \ HSO_{3}Cl+POCl_{3}+HCl} }
クロロスルホン酸は三酸化硫黄に塩酸を導入することでも合成できる。
{\displaystyle \mathrm {SO_{3}+HCl\ \rightarrow \ HSO_{3}Cl} }

## 用途
合成洗剤原料をはじめ、医薬品や染料等の原料や、スルホン化剤として用いられる。
ステルス爆撃機のエンジン排気に起因する飛行機雲の発生を抑えるために、排気中の水分を吸着させる目的で排気中に散布する。